# Samurai Shodown (serie)
Samurai Shodown (Samurai Spirits in Giappone) è una serie di videogiochi appartenenti alla categoria picchiaduro, prodotti da SNK originariamente come videogiochi arcade e per le console Neo Geo. Il primo gioco della serie è stato realizzato nel 1993 ed è considerato il primo picchiaduro a utilizzare solo il combattimento con arma bianca e calci.

## La storia

Samurai Shodown

I vari capitoli sono ambientati attorno al XVIII secolo in Giappone (i primi quattro giochi vanno dal 1788 al 1789) e comprendono alcune licenze artistiche che permettono la comparsa di mostri e personaggi stranieri provenienti da nazioni non ancora esistenti all'epoca. La trama si differenzia da capitolo a capitolo, anche se è sempre incentrata su un gruppo di personaggi principali.
La storia di Samurai Shodown è stata trasformata successivamente in anime e alcune serie come Rurouni Kenshin contengono omaggi al videogioco.

## Cultura giapponese
Il gioco viene considerato da alcuni come rappresentante di parte della cultura e del linguaggio giapponese: al contrario della maggior parte dei giochi esportati dal Giappone, molti personaggi nel gioco parlano il giapponese e nell'adattamento occidentale vengono tradotti solo i sottotitoli. Gran parte della musica di gioco è basata su temi della musica tradizionale giapponese, compreso il suono di strumenti come lo shakuhachi, shamisen e koto. Alcuni personaggi sono basati su persone realmente esistite.

## Videogiochi
| Titolo                                | Titolo originale | Anno narrativo | Pubblicato su | Data uscita |
| ------------------------------------- | --- | -------------- | --- | ----------- |
| Samurai Shodown                       | Samurai Spirits (サムライスピリッツ?)                                                                                   | 1788           | Arcade, Neo Geo, Neo-Geo CD, Neo Geo Pocket Color, 3DO, Mega Drive/Genesis, Sega CD, Game Gear, Game Boy, Super NES, Wii, PlayStation 2, PlayStation Network (PS3 and PSP) | 07/07/1993  |
| Samurai Shodown II                    | Shin Samurai Spirits Haōmaru Jigokuhen (真サムライスピリッツ 覇王丸地獄変?)                                             | 1789           | Arcade, Neo Geo, Neo-Geo CD, Neo Geo Pocket Color, PlayStation, Windows, PlayStation Network, Wii, Virtual Console, Xbox Live Arcade, Neo Geo X, iOS, Android              | 10/28/1994  |
| Samurai Shodown III: Blades of Blood  | Samurai Spirits Zankurō Musōken (サムライスピリッツ 斬紅郎無双剣?)                                                      | 1788           | Arcade, Neo Geo, Neo-Geo CD, PlayStation, Sega Saturn, PlayStation Network, Virtual Console                                                                                | 11/15/1995  |
| Samurai Shodown IV: Amakusa’s Revenge | Samurai Spirits Amakusa Kōrin (サムライスピリッツ 天草降臨?)                                                            | 1788           | Arcade, PlayStation, Sega Saturn, PlayStation Network, Virtual Console | 10/25/1996  |
| Samurai Shodown 64                    | Samurai Spirits (侍魂 ~SAMURAI SPIRITS~?)                                                                               | 1789–1790      | Arcade: Hyper Neo Geo 64 | 12/19/1997  |
| Samurai Shodown!                      | Samurai Spirits! (サムライスピリッツ!?)                                                                                 | 1789–1790      | Neo Geo Pocket | 12/25/1998  |
| Samurai Shodown 64: Warriors Rage     | Samurai Spirits 2 Asura Zanmaden (SAMURAI SPIRITS 2 アスラ斬魔伝?)                                                      | 1790           | Arcade: Hyper Neo Geo 64 | 10/16/1998  |
| Samurai Shodown! 2                    | Samurai Spirits! 2 (サムライスピリッツ! 2?)                                                                             | 1790           | Neo Geo Pocket Color | 04/30/1999  |
| Samurai Shodown: Warriors Rage        | Kenkaku Ibunroku Yomigaerishi Sōkō no Yaiba Samurai Spirits Shinshō (剣客異聞録 甦りし蒼紅の刃 サムライスピリッツ新章?) | 1811           | PlayStation, PlayStation Network | 12/22/1999  |
| Samurai Shodown V                     | Samurai Spirits Zero (サムライスピリッツ零?)                                                                            | 1786           | Arcade, Neo Geo, PlayStation 2, Xbox | 10/10/2003  |
| Samurai Shodown V Special             | Samurai Spirits Zero Special (サムライスピリッツ零SPECIAL?)                                                             | 1789           | Arcade, Neo Geo | 04/22/2004  |
| Samurai Shodown V Perfect             | Spirits Zero Special Full Version                                                                                       | 1789           | PlayStation 4, Xbox One, Nintendo Switch, Microsoft Windows | 11/06/2020  |
| Samurai Shodown VI                    | Samurai Spirits Tenkaichi Kenkakuden (サムライスピリッツ 天下一剣客伝?)                                                 | 1799           | Arcade, Atomiswave, PlayStation 2, PlayStation Network | 09/14/2005  |
| Samurai Shodown Sen – Edge of Destiny | Samurai Spirits Sen (サムライスピリッツ閃?)                                                                             | 1791           | Arcade: Taito Type X2, Xbox 360 | 04/17/2008  |
| Samurai Shodown (2019)                | Samurai Spirits (サムライスピリッツ?)                                                                                   | 1787           | PlayStation 4, Xbox One, Xbox Series, Nintendo Switch, Microsoft Windows                                                                                                   | 27/06/2019  |

1. ↑  Samurai Shodown (2019) segue la storia un anno prima dal primo titolo Samurai S., cioè nel 1787, ma ne è anche un reboot HD della serie.

### Altri giochi
- Samurai Shodown RPG / Shinsetsu Samurai Spirits Bushidō Retsuden (1997) - gioco di ruolo, avventura per NeoGeo CD, PlayStation, Sega Saturn.[4]
- Samurai Shodown Anthology (2009) - raccolta dal primo al sesto gioco per PS2, PSP, e Wii.[5]
- Samurai Shodown NeoGeo Collection (2020) - la raccolta include l'inedito Samurai Shodown V Perfect, per PlayStation4, Xbox One, Nintendo Switch, PC.[6]

### Crossover
Personaggi apparsi anche in altri titoli:
- In The King of Fighters XV, il Team Samurai è un DLC che permette di giocare con Haohmaru, Nakoruru, e Darli Daggerm, dal 4 ottobre 2022[7]
- Earthquake (アースクエイク) in SNK vs Capcom: SVC Chaos; Quiz King of Fighters
- Genjuro Kibagami (牙神 幻十郎) in SNK vs Capcom: SVC Chaos; Neo Geo Battle Coliseum; The King of Fighters: All Star
- Hanzo Hattori (服部 半蔵) in KOF: Maximum Impact 2; The King of Fighters: Fighting Stars Assembly
- Haohmaru (覇王丸) in Quiz King of Fighters; SNK vs Capcom: Match of the Millennium; Capcom vs SNK 2; Neo Geo Battle Coliseum; SNK All Star; Soulcalibur VI
- Nakoruru (ナコルル) In Capcom vs SNK 1 e 2; SNK vs. Capcom: The Match of the Millennium; SNK Gals' Fighters; Nakoruru: Ano Hito kara no Okurimono; Neo Geo Battle Coliseum; Quiz King of Fighters; The King of Fighters '95; SNK Heroines: Tag Team Frenzy; The King of Fighters XIV
- Shiki (色) In SNK Gals' Fighters; SNK vs Capcom: SVC Chaos; Neo Geo Battle Coliseum; SNK Beach Volley Gal's Attack; SNK Gals Island Dokidoki Puzzle Shock! 2; SNK Dream Battle; KOF x Fatal Fury.
- Ukyo Tachibana; Afk Arena

## Personaggi giocabili
- Andrew (アンドリュー)
- Angelica (アンジェリカ)
- Asura (アスラ)
- Basara Kubikiri (首切り 破沙羅)
- Black Hawk (ブラック・ホーク, Burakku Hōku)
- Brute (ゴロツキ, Gorotsuki)
- Cham Cham (チャムチャム)
- Charlotte Christine Colde (シャルロット・クリスティーヌ・ド・コルデ)
- Claude (クロード, Kurōdo)
- Darli Dagger (ダーリィ・ダガー)
- Daruma (陀流磨, Daruma)
- Deku (木偶♂, Deku Osu) & Dekuina (木偶♀, Deku Mesu)
- Demon Gaoh (魔界を統べし我旺 Makai wo Suberubeshi Gaō)
- Draco (ドラコ, Dorako)
- Earthquake (アースクエイク)
- Enja (炎邪)
- Enja Kazuki (炎邪火月)
- Gaira Caffeine (花諷院 骸羅, Kafūin Gaira)
- Galford (Rasetsu) (ガルフォード（羅刹）)
- Galford D. Weller (ガルフォード・Ｄ・ウェラー)
- Gandara (巖陀羅)
- Gaoh Hinowakami Kyougoku (兇國日輪守 我旺)
- Garros (ガロス, Garosu)
- Garyo the Whirlwind (つむじ風の臥龍)
- Genan Shiranui (不知火 幻庵, Shiranui Gen'an)
- Gen-An Shiranui (不知火 幻庵)
- Genjuro Kibagami (牙神 幻十郎)
- Golba (ゴルバ)
- Haito Kanakura (七坐 灰人)
- Half-Shaded Shiki (半陰となりし色, Han-In to nari shi Shiki)
- Hanma Yagyu (柳生 磐馬)
- Hanzo Hattori (服部 半蔵)
- Haohmaru (覇王丸)
- Hikyaku (飛脚, Hikyaku)
- Iga ninjas (伊賀忍軍 Iga nin-gun)
- Iroha (いろは)
- J.
- Jin-emon Hanafusa (花房 迅衛門)
- Jinbei Sugamata (菅又 刃兵衛 Sugamata Jinbei)
- Jubei Yagyu (柳生 十兵衛)
- Jushiro Sakaki (榊 銃士浪)
- Karakuri Hanma (カラクリ分身壱号, Karakuri Bunshin Ichigo)
- Kazuki Kazama (風間 火月)
- Kim Hae-Ryeong (キム・ヘリョン, Kimu Heryon, Korean: 김해령)
- Kim Ung-Che (Hanja: 金 雄載, Japanese: キム・ウンチェ, Kimu Unche)
- Kirian (キリアン)
- Kunou Seishiro (九皇 蒼志狼, Kunō Seishirō)
- Kuroko (黒子)
- Kusaregedo Youkai (妖怪 腐れ外道)
- Kyoshiro Senryou (千両 狂死郎)
- Liu Yunfei (劉 雲飛)
- Mikoto (命)
- Mina Majikawa (真鏡名 ミナ)
- Minto (眠兎 or ミント, Minto)
- Mizuki Rashoujin (羅将神 ミヅキ)
- Mugenji (無限示, Mugenji)
- Nakoruru (ナコルル)
- Neinhalt Sieger (ナインハルト・ズィーガー)
- Nicotine Caffeine (花諷院 和狆)
- Oboro (朧, Oboro)
- Oboro‘s Amazons (朧衆, Oboro Shū, lit. "Oboro‘s crowd")
- Ocha-Maro Karakuri (機巧おちゃ麻呂, Karakuri Ocha-Maro)
- Purple Nakoruru (紫ナコルル, Murasaki Nakoruru)
- Ran Po (乱鳳, Ran Pō)
- Rasetsumaru (羅刹丸)
- Rera (レラ)
- Rimururu (リムルル)
- Rinka Yoshino (吉野 凛花)
- Samurai (お侍, Osamurai)
- Sankuro Yorozu (萬 三九六)
- Saya (サヤ)
- Seishiro Kuki (九葵 蒼志狼)
- Seishiro Kukou (九皇 蒼志狼)
- Shadow Asura (反面のアスラ, Hanmen no Asura)
- Shiki (色)
- Shiro Tokisada Amakusa (天草 四郎時貞)
- Shizuka Gozen (静御前, lit. "Lady Shizuka")
- Shizumaru Hisame (緋雨 閑丸)
- Sogetsu Kazama (風間 蒼月)
- Sugoroku Matsuribayashi (祭囃子 双六, Matsuribayashi Sugoroku)
- Suija (&numero 27700;邪)
- Suija Sogetsu (水邪蒼月)
- Suzuhime (鈴姫, Suzuhime)
- Taizan Morozumi (八角 泰山)
- Takechiyo (猛千代, Takechiyo)
- Tam Tam (タムタム)
- Tashon Mao (ター・ションマオ （大熊猫）
- Tohma Kuki (九鬼 刀馬)
- Ukyo Tachibana (橘 右京)
- Walter (ヴァルター, Warutā)
- Wan-Fu (王虎)
- Wu-Ruixiang (呉瑞香, Ū Reishan/Wú Ruìxiāng)
- Yaci Izanagi (十六薙 夜血)
- Yashamaru Kurama (鞍馬 夜叉丸)
- Yoshitora Tokugawa (徳川 慶寅)
- Youkai Kusaregedo (妖怪 腐れ外道)
- Yuda (幽堕, Yuda)
- Yuga the Destroyer (壊帝ユガ, Kaitei Yuga)
- Yumeji Kurokouchi (黒河内 夢路)
- Zankuro Minazuki (壬無月 斬紅郎)

## Personaggi ospiti
- Baiken (梅喧)
- Gongsun Li (Chinese: 公孙离/公孫離; Japanese: コウソンリ?)
- Hibiki Takane (高嶺 響)
- Warden (所長)

## Animali domestici e personaggi di supporto
- Chample (チャンプル, Chanpuru)
- Mamahaha (ママハハ)
- Paku Paku (パクパク)
- Poppy (パピー)
- Shikuru (シクルゥ)